# Stari grad Lukavec
Lukavec, Stari grad Lukavec, utvrda u mjestu Lukavec, općini Velika Gorica, zaštićeno kulturno dobro.

## Opis dobra
Stari grad Lukavec smješten je u središtu Turopolja, nedaleko Velike Gorice. Na mjestu stare drvene utvrde iz 1422. g. podignuta je nova drvena utvrda u kojoj je 1612. održano prvo turopoljsko „spravišće“ – zbor turopoljskog plemstva, a polovicom 18. st. na istom mjestu nastao je današnji Lukavec. Riječ je o četverokutnom renesansnom kaštelu s pravokutnim dvorištem i ugaonim kulama, s visokim ulaznim tornjem ispod kojeg je u prvom katu kapela sv. Lucije. Lukavec nikada nije služio za stanovanje, njegova je funkcija bila obrambena, a u njemu se održavao tradicionalni zbor turopoljskog plemstva. Svojim tipološkim i arhitektonskim zauzima značajno mjestu u okviru srodne tipološke skupine.

## Zaštita
Pod oznakom Z-1722 zavedena je kao nepokretno kulturno dobro - pojedinačno, pravna statusa zaštićena kulturnog dobra, klasificirano kao "profana graditeljska baština".